# Paris Saint-Germain Football Club 1980-1981
Questa voce raccoglie le informazioni riguardanti il Paris Saint-Germain Football Club nelle competizioni ufficiali della stagione 1980-1981

## Stagione
Con una rosa ulteriormente sfoltita rispetto alla stagione precedente, il Paris Saint-Germain continuò a migliorare i propri risultati in campionato piazzandosi al quinto posto, a tre punti dalla qualificazione in Coppa UEFA. Nessun progresso fu registrato per quanto riguarda le prestazioni in Coppa di Francia, in cui la squadra uscì ai sedicesimi di finale.

## Organigramma societario
Area direttiva
- Presidente onorario:  Henri Patrelle
- Presidente:  Francis Borelli

Area tecnica
- Allenatore:  Georges Peyroche

## Maglie e sponsor
Vengono confermate le divise della stagione precedente (prodotte dalla Le Coq Sportif e sponsorizzate RTL), con una modifica riguardante la prima divisa, a cui viene aggiunto il colletto bianco.
| Manica sinistra · Manica sinistra · Maglietta · Maglietta · Manica destra · Manica destra · Pantaloncini · Calzettoni | Manica sinistra · Maglietta · Maglietta · Manica destra · Pantaloncini · Calzettoni |

## Rosa
| N. |                    | Ruolo | Calciatore          |
| -- | ------------------ | ----- | ------------------- |
|    | Francia (bandiera) | P     | Dominique Baratelli |
|    | Francia (bandiera) | P     | Denis Troch         |
|    | Francia (bandiera) | P     | Franck Merelle      |
|    | Francia (bandiera) | D     | Jean-Noël Huck      |
|    | Francia (bandiera) | D     | Philippe Col        |
|    | Francia (bandiera) | D     | Dominique Bathenay  |
|    | Francia (bandiera) | D     | Antoine Garceran    |
|    | Brasile (bandiera) | D     | Abel Braga          |
|    | Francia (bandiera) | D     | Thierry Morin       |
|    | Francia (bandiera) | D     | Éric Renaut         |
|    | Francia (bandiera) | D     | Jean-Marc Pilorget  |
|    | Francia (bandiera) | D     | Didier Toffolo      |

| N. |                    | Ruolo | Calciatore               |
| -- | ------------------ | ----- | ------------------------ |
|    | Francia (bandiera) | C     | Jean-Claude Lemoult      |
|    | Francia (bandiera) | C     | Gilles Brisson           |
|    | Francia (bandiera) | C     | Luis Miguel Fernández    |
|    | Algeria (bandiera) | A     | Mustapha Dahleb          |
|    | Senegal (bandiera) | A     | Saar Boubacar            |
|    | Francia (bandiera) | A     | François Brisson         |
|    | Francia (bandiera) | A     | Jean-François Beltramini |
|    | Ciad (bandiera)    | A     | Nabatingue Toko          |
|    | Francia (bandiera) | A     | Dominique Rocheteau      |
|    | Francia (bandiera) | A     | Patrice Reverdy          |
|    | Francia (bandiera) | A     | Bernard Bureau           |

## Statistiche

### Statistiche di squadra
| Competizione     | Punti | Totale | Totale | Totale | Totale | Totale | Totale | DR  |
| Competizione     | Punti | G      | V      | N      | P      | Gf     | Gs     | DR  |
| ---------------- | ----- | ------ | ------ | ------ | ------ | ------ | ------ | --- |
| Division 1       | 46    | 38     | 17     | 12     | 9      | 62     | 50     | +12 |
| Coppa di Francia | -     | 3      | 2      | 0      | 1      | 7      | 5      | +2  |
| Totale           |       | 41     | 19     | 12     | 10     | 69     | -59    |     |